# Jonas Erik Wadsberg
Jonas Erik Wadsberg, född 28 januari 1767 i Vadstena församling, Östergötlands län, död 21 november 1819 i Röks församling, Östergötlands län, var en svensk präst i Röks församling.

## Biografi
Jonas Erik Wadsberg föddes 28 januari 1767 i Vadstena. Han var son till komministern Johan Wadsberg i Vadstena församling och Christina Maria Talén. Wadsberg blev 1789 studetn i  Uppsala och prästvigdes 3 juli 1793. Han blev 10 maj 1797 kyrkoherde i Godegårds församling och tillträddes 1798. Wadsberg blev 18 maj 1816 kyrkoherde i Röks församling och tillträdde 1818. Han avled 21 november 1819 i Röks socken.
Wadsberg gifte sig första gången 25 maj 1797 med Johanna Christina Rinman (1763–1812). Hon var dotter till en bruksinspektor Olof Rinman och Beata Runberg i Godegårds socken. De fick tillsammans barnen Jonas Olof Wadsberg (1798–1798), fanjunkaren Jonas Peter Wadsberg (1800–1869), Christina Beata Wadsberg (1801–1840) som var gift med kronolänsmannen Carl Gustaf Fjetterström, Johanna Sofia Wadsberg (född 1803) som var gift med kyrkoherden Sven Toll i Gistads församling och Karl Olof Wadsberg (1805–1806). Wadsberg gifte sig andra gången 24 juni 1813 med Beata Sofia Rinman (1767–1844). Hon var syster till Wadsbergs första fru.